# デイ・トゥ・ダイ —最後の戦い—
『デイ・トゥ・ダイ —最後の戦い—』（原題：A Day to Die）は、2022年のアメリカ合衆国のクライム・アクション映画。
監督はウェス・ミラー、出演はケヴィン・ディロン、ブルース・ウィリス、ジャンニ・カッパルディ、ブルック・バトラー、レオン、フランク・グリロなど。

## キャスト
※括弧内は日本語吹替
- コナー - ケヴィン・ディロン（藤真秀）
- アルストン - ブルース・ウィリス（樋浦勉）
- ティム - ジャンニ・カッパルディ（藤田幹彦）
- キャンディス - ブルック・バトラー（今井麻夏）
- ぺティス - レオン（山本兼平）
- メイソン - フランク・グリロ（小山力也）